# Facing the Giants
Facing the Giants ist ein christliches Filmdrama, das am 30. Januar 2007 in die US-amerikanischen Kinos kam und in Deutschland seit dem 5. Juni 2007 auf DVD erhältlich ist. Gedreht wurde der Football-Film in Albany, Georgia, Vereinigte Staaten.

## Inhalt
Im Leben von Grant Taylor, dem Footballtrainer der "Eagles" an der High School von Shiloh, läuft alles schief. Seine Footballmannschaft schied in der vergangenen Saison früh aus und der beste Spieler seines Teams wechselt anschließend auf eine konkurrierende Schule. Diese Neuigkeit demotiviert das Team der Eagles sehr, sodass sie durch mangelnde Disziplin in den ersten Spielen auffallen. 
Auch die Eltern der Schüler glauben nicht mehr daran, dass Grant Taylor der passende Trainer für die Eagles ist und planen bei einer gemeinsamen Besprechung mit dem Direktor seinen Rauswurf. Grant hört dieses Gespräch zufällig mit, als er Überstunden in seinem Büro macht.
Nebenbei plagen Grant und seine Frau Brooke auch privat einige Schwierigkeiten: finanzielle Probleme sind da und Brooke wird trotz jahrelangem Kinderwunsch einfach nicht schwanger. 
Eines Tages erhält Grant Besuch in seinem Büro von einem Gläubigen, Mr. Bridges, der für alle Schüler an der Schule regelmäßig betet. Mr. Bridges erklärt Grant durch ein Gleichnis, dass sein Auftrag, die Mannschaft zu leiten, noch nicht beendet ist. Grant verfasst daraufhin eine neue Trainingsphilosophie.
In der nächsten Mannschaftsbesprechung erkennt Grant vollends, dass seine Mannschaft bisher nur einem Weg gefolgt ist. Nämlich diesem Weg, schnell an Erfolg und Reichtum zu kommen. Grant erklärt, dass er herausgefunden hatte, durch Gottes Wort, dass dies nicht der richtige Weg ist. Denn jedem noch so schönen Pokal wird eines Tages keine Beachtung mehr geschenkt werden. Grant zeigt seiner Mannschaft seine neue Herangehensweise, dass er alles, was er tun wird, von Herzen tun wird, um Gott zu loben und lädt seine Mannschaft dazu ein, diesen Weg mitzugehen. 
Im anschließenden Training erkennt Grant allerdings, dass seinem Team noch die Motivation fehlt, positiv an die Sache ranzugehen. Der Anführer des Teams, Brock Kelley, macht daraufhin eine Herausforderung mit. Er selbst glaubt nicht daran, diese zu meistern, doch durch Grants Motivation gelingt es ihm, sich selbst zu übertreffen.
Die Mannschaft erhält neue Motivation und schafft es, die nächsten Spiele zu gewinnen. Nebenbei werden sie auch im Training und als Schüler im Unterricht wieder disziplinierter und erzielen Erfolge. Zum Dank erhält Grant ein neues Auto, was er selbst zuerst nicht glauben kann.
Als die Play-offs schließlich dran sind, verlieren die Eagles allerdings das Spiel. Das Ausscheiden scheint besiegelt, doch durch ihr Vertrauen zu Gott werden sie doch noch belohnt und können dank eines Regelverstoßes ihres Gegners noch im Rennen bleiben. Sie kämpfen sich schließlich bis ins Finale durch, wo der stärkste Gegner auf sie wartet: die Richland Giants. 
Im Endspiel machen die Giants zu Anfang kurzen Prozess und lassen die Eagles absolut chancenlos. Die Eagles können allerdings durch einen schlauen Spielzug den Rhythmus der Giants stören und holen immerhin zur Pause die ersten Punkte. In der Pausenbesprechung zeigen Grants Kollegen J.T. und Brady auf, wie aussichtslos es gegen die Giants aussieht. Doch Grants Vertrauen in Gott lässt ihn weiterhin Hoffnung haben.
In der zweiten Halbzeit folgt der nächste Rückschlag: der Feldtorschütze der Eagles verletzt sich. Somit muss Grant auf David Childers, einen jungen Neuzugang, der bisher nicht groß aufgefallen war, zurückgreifen. Als das Spiel dem Ende zugeht, plant Grant, dass ein Feldtor geschossen werden soll. Doch David traut sich den Schuss zuerst nicht zu, weil die Entfernung für ihn einfach unmöglich erscheint. Zusätzlich soll er auch noch gegen den Wind schießen. Grant kann David schließlich überzeugen, dass er diesen Schuss versuchen soll. Gott wird sich um den Rest kümmern. Der Wind dreht anschließend und ist für David unterstützend. David trifft und die Eagles gewinnen knapp gegen die Giants.
Bei ihrer Siegesfeier in der Kabine motiviert Grant noch einmal seine Mannschaft, dass sie immer darauf vertrauen können, dass mit Gott nichts unmöglich ist. Als Grant später nach Hause kommt, erfährt er ebenfalls von Brooke, dass Gott ihnen auch privat weiterhin klarmacht, dass bei ihm nichts unmöglich ist. Denn sie hatte bei ihrer Untersuchung schließlich erfahren, dass sie schwanger ist.
Der Film endet damit, Grant's und Brookes’ Familienleben, sowie auch einen weiteren Pokal der Staatsmeisterschaft zu zeigen. Gott hat ihr Leben zum Guten gewandt, durch ihr Vertrauen in ihn.
Das Motto des Films lautet: "With God, all things are possible [zu Deutsch: mit Gott sind alle Dinge möglich]." ~Matthäus 19,26.

## Filmmusik
Der Soundtrack des Films stammt zum Teil von verschiedenen christlichen Bands, so unter anderem von der Soft-Rock-Band Casting Crowns, Third Day oder Bebo Norman.

## Rezeption
Der Film erhielt von renommierten Zeitungen mittelmäßige und negative Kritiken. So kam er bei Rotten Tomatoes auf nur 13 % Zustimmung unter den aufgeführten Rezensionen. Von christlicher Seite wurde der Film hingegen positiv aufgenommen. So schreibt Richard Propes im Filmportal The Independent Critic: „Obwohl ich nicht wagen würde, diesen Film perfekt zu nennen, wäre ich so kühn, ihn als Film zu bezeichnen, der einen Prediger so darstellt, wie er als Christ predigen sollte. Er ist Prediger ohne Herablassung, aber auch ohne zu zögern. Er ist Prediger ohne Aggressivität, aber mit ganzem Herzen und Durchsetzungsvermögen. Er ist Prediger mit einem warmen Herz, das fehlt viel zu oft, sogar in den heutigen christlichen Filmen.“
An der Kinokasse war der Film ein Erfolg. Der von Sherwood Pictures für 100.000 US-Dollar gedrehte Low-Budget-Film nahm insgesamt über 10 Millionen US-Dollar ein. Auch die DVD-Verkäufe verliefen sehr erfolgreich: Mit einer Stückzahl von 1,274 Millionen verkaufter DVDs wurden über 20 Millionen US-Dollar eingenommen.